# Anastasiya Nevskaya
Anastasiya Nevskaya –en ruso, Анастасия Невская– (2 de diciembre de 1995) es una deportista rusa que compite en piragüismo en la modalidad de aguas tranquilas. Ganó una medalla de plata en el Campeonato Europeo de Piragüismo de 2016, en la prueba de K2 200 m.

## Palmarés internacional
| Campeonato Europeo | Campeonato Europeo | Campeonato Europeo | Campeonato Europeo |
| Año                | Lugar              | Medalla            | Competición        |
| ------------------ | ------------------ | ------------------ | ------------------ |
| 2016               | Moscú (Rusia)      | Medalla de plata   | K2 200 m           |